# Turpasträsket
Turpasträsket är en sjö i Överkalix kommun i Norrbotten och ingår i Kalixälvens huvudavrinningsområde. Turpasträsket ligger i Torne och Kalix älvsystem Natura 2000-område.